# William Henry Howe

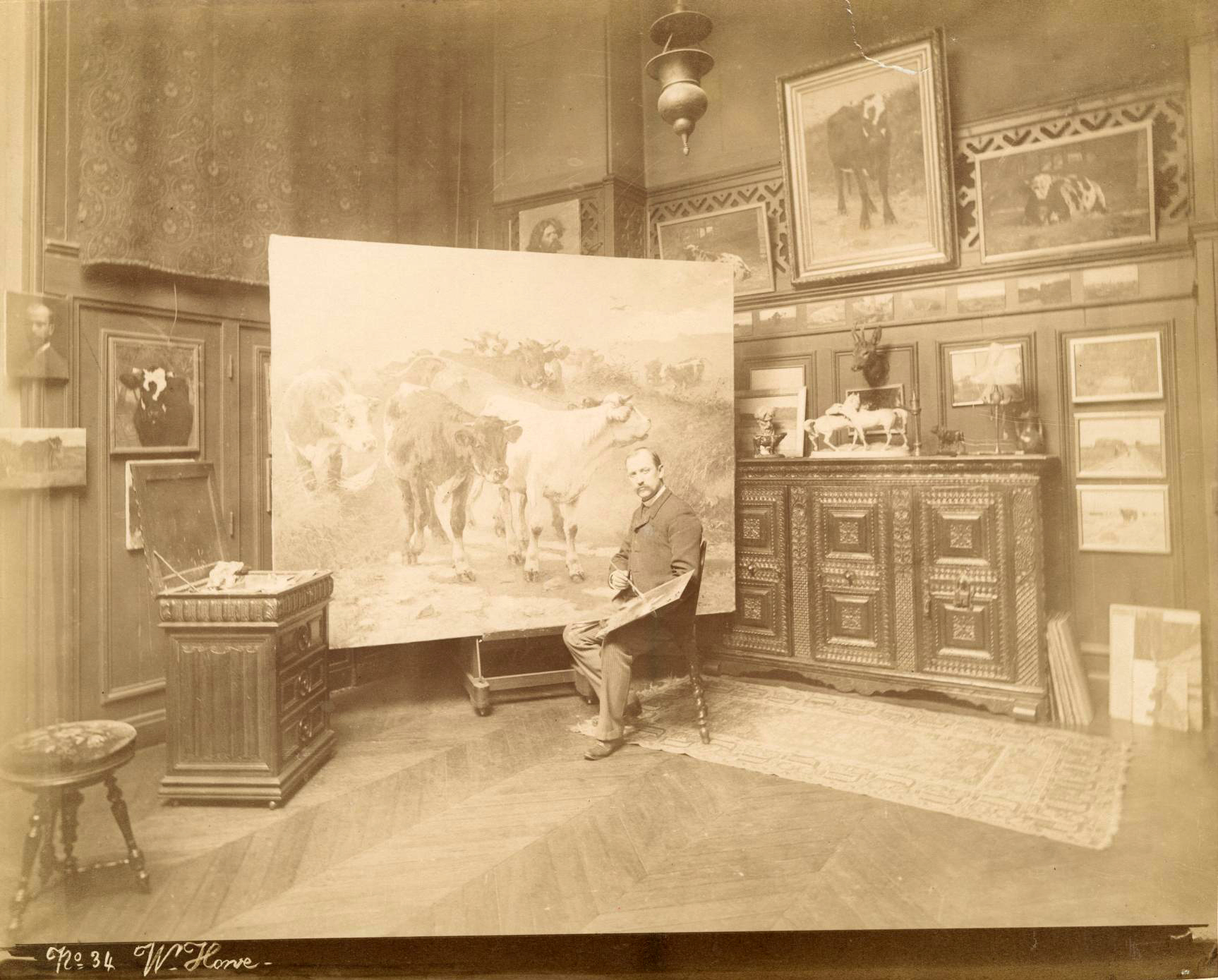
William Henry Howe in seinem Atelier in Paris, Foto, Aufnahme zwischen 1885 und 1890

William Henry Howe (* 1846 in Ravenna, Portage County, Ohio; † 15. März 1929 in Bronxville, New York) war ein US-amerikanischer Landschafts- und Tiermaler.

## Leben
Howe wurde als Sohn von Elisha B. Howe geboren, eines Sattlers aus Massachusetts. Anfangs betätigte sich Howe als kleiner Geschäftsmann in Grand Rapids, Michigan, und St. Louis, Missouri. In St. Louis begann er Zeichenstunden zu nehmen. 1879 reiste er zwecks einer akademischen Malerausbildung nach Düsseldorf, einer durch die Düsseldorfer Malerschule bekannten europäischen Ausbildungsstätte. In den Jahren 1879 bis 1881 besuchte er die Kunstakademie Düsseldorf, wo Hugo Crola, Heinrich Lauenstein und Peter Janssen der Ältere seine Lehrer waren. Dann ging er nach Paris, wo er – abgesehen von Studienreisen, die ihn unter anderem in die Normandie und in die Niederlande (Laren, 1890, Larener Schule) führten – die nächsten zwölf Jahre bis 1893 lebte. Dort ließ er sich von Félix de Vuillefroy-Cassini und Otto von Thoren an die Tiermalerei heranführen. Von 1883 bis 1893 nahm er regelmäßig an Ausstellungen des Salon de Paris teil. Im Jahr 1888 erhielt er dort eine Medaille dritter Klasse. Auf der Weltausstellung Paris 1889 gewann er eine Silbermedaille. Mit Goldmedaillen wurde er auf Ausstellungen der Pennsylvania Academy of the Fine Arts in Philadelphia sowie im Londoner Crystal Palace des Jahres 1890 geehrt.

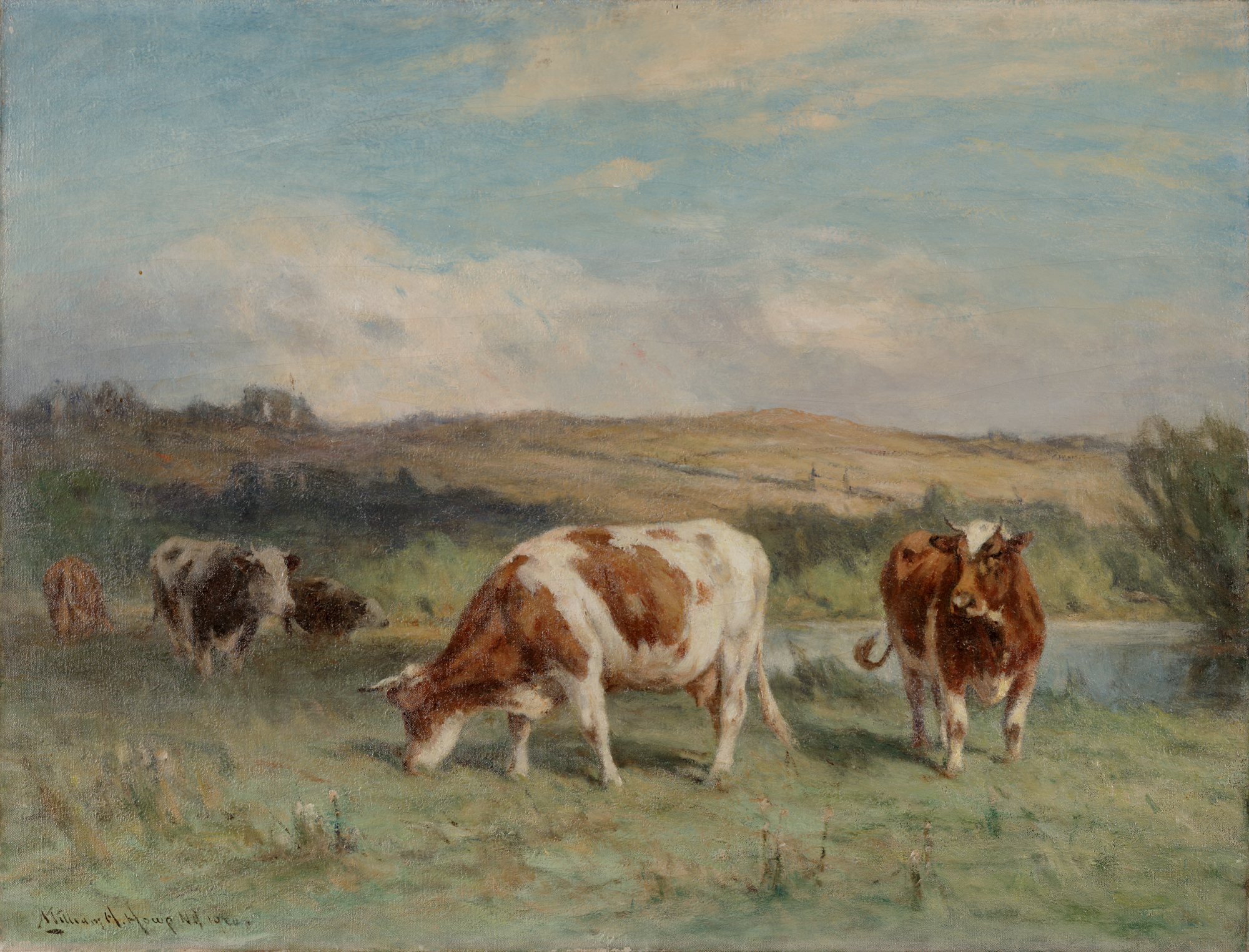
Lyme Pasture (Wiesen bei Lyme), 1920

1893 kehrte er in die Vereinigten Staaten zurück und eröffnete zunächst ein Atelier in New York City. Bald darauf zog er jedoch nach Bronxville, wo er sich an der Gründung einer kleinen Künstlerkolonie beteiligte. Sommers lebte er auch in Old Lyme, Connecticut, wo er zusammen mit dem Landschaftsmaler Henry Ward Ranger ebenfalls an der Entstehung einer Künstlerkolonie (Old Lyme art colony) beteiligt war und als eine väterliche Figur („uncle“) für eine Generation jüngerer Maler – unter ihnen Childe Hassam und Willard Leroy Metcalf – fungierte. Von dort aus nahm er regelmäßig an Ausstellungen in New York City teil. Außerdem stellte er in Chicago, San Francisco, Atlanta, New Orleans, Boston und Buffalo aus. Auch dort bedachte man ihn mit Preisen. 1894 wurde er zum associate der National Academy of Design gewählt, 1897 zu ihrem Vollmitglied (academician). 1896 nahm ihn die Académie des Beaux-Arts in Paris als Mitglied auf, 1899 ernannte ihn Frankreich zum Chevalier de la Légion d’Honneur (Ch. LH). 1908 wurde er in die American Academy of Arts and Letters gewählt.
Howe war ein Bewunderer des niederländischen Tiermalers Émile van Marcke und seines Lehrers Otto von Thoren. Seine Tiermalerei steht ebenfalls in der Nachfolge von Constant Troyon, eines Vertreters der Schule von Barbizon.